# Thái phi
Thái phi (chữ Hán: 太妃) là một tước hiệu được sử dụng trong vùng văn hóa chữ Hán, tước Phi có địa vị góa phụ. Về cơ bản khi nhắc đến tước hiệu này, thông thường đều liên tưởng đến danh phận góa phụ phi tần của Hoàng đế quá cố.
Có hai khái niệm của một "Thái phi" trong vùng văn hóa chữ Hán:
- Hoàng thái phi: dành cho mẹ ruột của Hoàng đế, tước vị này được tạo ra trong trường hợp mẹ cả trên pháp lý của Hoàng đế là Hoàng thái hậu còn tồn tại và triều đình không muốn cả hai người mẹ của Hoàng đế được đồng tôn.
- Góa phụ Thái phi: bao gồm mẹ của các Hoàng tử Vương cùng các phi tần góa phụ của Hoàng đế. Thông thường khi nhắc đến "Thái phi" thì đều chỉ đến trường hợp này.

## Khái niệm

### Cung phi triều trước
Khái niệm "Thái phi" để chỉ đến chung chung nhóm Cung phi Tần thiếp của Tiên Hoàng đế vốn dĩ không tồn tại từ sớm, đó là kết quả của văn hóa triều Thanh hình thành. Về khái niệm ban đầu, "Thái phi" là chỉ nhóm Hoàng tử sinh mẫu, là một vị hiệu thực tế chứ không phải danh từ chỉ thân phận. Cách chỉ thân phận đúng nhất về họ là Tiên triều quân chủ Di phụ (先朝君主遺孀), hay Di phi (遺妃), trong đó "Di" từ "Di sương" nghĩa là góa phụ.
Nhà Tây Hán thành lập, quy định sinh mẫu của các Hoàng tử không kế vị thì đều trở thành Vương thái hậu sau khi con trai được thụ phong tước Vương và ban đất phong ấp. Mà những phi tần không có con trai, phần nhiều vẫn là giữ nguyên tước phong ở lại một cung thất riêng, hoặc lại lên Lăng viên của Tiên Hoàng đế với trách nhiệm phụng sự nhang khói, từ thời Đông Hán đã ghi lại nhiều phi tần thụ phong Quý nhân rồi đi thủ lăng và lấy tên lăng viên để gọi. Ví dụ như mẹ của Hán Xung Đế là Ngu thị, vốn là Mỹ nhân của Hán Thuận Đế, từ khi Thuận Đế qua đời thì lên Lăng viên của Thuận Đế là Hiến lăng phụng sự nhang khói, nên đổi gọi là 「Hiến viên Quý nhân; 憲陵貴人」.
Nhưng kể từ thời Đông Hán và nhất là Tào Ngụy, những người phi tần của Tiên Hoàng đế, mẹ của các tước Vương, dần không trở thành "Vương thái hậu" vì chính sách hạn chế Phiên vương, bọn họ dần chỉ còn được gọi thành Phi để tỏ ý ở dưới mẹ của Hoàng đế là Hoàng thái hậu, do đó có tước hiệu Vương thái phi (王太妃) hoặc Quốc thái phi (國太妃). Ví dụ con trai là Lâm Giang vương thì người mẹ chính là "Lâm Giang Thái phi", con trai là Kỷ vương thì mẹ là "Kỷ Thái phi" mà không phải "Lâm Giang Thái hậu" cùng "Kỷ Thái hậu" như thời Tây Hán. Triều đại nhà Đường cũng ra tỉ mỉ chỉ dụ, mẹ của tước Vương cùng vợ của tước Vương đều đạt vị hiệu "Phi", mà người mẹ cũng như mẹ của quân viên đều tự thêm chữ 「"Thái"; 太」 để biểu thị vai trên. 
Cũng có thể thấy rõ đến tận đời Đường, chỉ những phi tần có Hoàng tử thụ phong tước Vương thì mới có thể có được danh hiệu "Thái phi", bởi vì danh hiệu này phải kèm theo tên đất phong tước Vương của Hoàng tử, các phi tần không con đều chỉ hiểu là những "Cung phi triều trước", đa số sẽ có sự quản lý khác biệt như vào chùa xuất gia (trường hợp Võ Tắc Thiên), hoặc lại lên thủ Lăng viên. Mà những trường hợp này đều không được gọi là "Thái phi", họ đều giữ lại tước hiệu vốn có hoặc tước vị được gia thêm qua triều Hoàng đế kế tiếp. Sang triều đại nhà Tống và nhà Minh, phi tần của Tiên Hoàng đế bất luận sinh con hay không cũng đều chỉ ở Lăng viên thủ tang hoặc sống trong cụm cung điện khác biệt với nhóm hậu phi của Hoàng đế kế nhiệm, có trường hợp cá biệt thì có thể đến sống trong Phủ đệ của con trai nhưng rất hiếm. Kể từ triều Tống, cung phi của Tiên Hoàng đế, dù có con hay không, nhất nhất đều được giữ lại nguyên tước hiệu vốn có hoặc được Hoàng đế kế nhiệm tiếp tục gia tôn huy hiệu có sẵn trong hệ thống hậu cung. 
Điều này thể hiện hết sức điển hình đối với hai ví dụ:
- Lý Thần phi, đương khi còn sống bà chỉ được biết là sinh mẫu của một công chúa, Lưu Thái hậu gia tăng "Thuận dung" rồi "Thần phi", đều là các vị hiệu trong hệ thống hậu cung. Các phi tần nhà Tống khác cũng đều không có hiện tượng "Thái phi" như triều Đường.
- Thiệu Quý phi, trước khi được tôn huy hiệu Hoàng thái hậu thì được biết đến là 「Hiến miếu Quý phi; 憲廟貴妃」 vì khi Tiên Hoàng đế qua đời thì bà giữ vị hiệu Quý phi. Cách dùng [x miếu] kèm tước hiệu vốn có của phi tần (đa phần đều đã là Phi) dưới thời Minh hết sức phổ biến, mà x là chữ đầu trong cụm miếu hiệu của Tiên Hoàng đế, Thiệu Quý phi vốn là phi tần của Minh Hiến Tông nên được gọi như vậy. Trong Minh thực lục cũng xuất hiện cách gọi chỉ chung là [x miếu Hoàng phi], mặc dù "Hoàng phi" này không nhất thiết đều là tước Phi.

Bước sang triều đại nhà Thanh, hệ thống Hậu cung nhà Thanh tôn trọng Hoàng hậu cùng Phi tần của Tiên Hoàng đế, trừ Hoàng thái hậu đặc thù thì nhóm góa phụ phi tần đều có thể gọi chung là "Thái phi". Tuy nhiên, huy hiệu chính thức được ghi trong Sách bảo của họ vẫn là tước hiệu có trong Bát đẳng Hậu phi có sẵn, chỉ là thêm thành tổ "Hoàng tổ" nếu Thái phi là phi tần của Tiên Tiên Hoàng đế (ông nội của Hoàng đế đương nhiệm), hoặc "Hoàng khảo" nếu Thái phi là phi tần của Tiên Hoàng đế. 
Đây là một dạng luật bất thành văn trong hậu cung triều Thanh, nếu như trong cung không có Hoàng thái hậu, hoặc các phi tần của Tiên Tiên Hoàng đế còn sống có công ơn lớn đối với Hoàng đế, thì Hoàng đế vì muốn tôn trọng trưởng bối mà chọn một người, hai người hoặc là một nhóm các phi tần đức cao vọng trọng nhất để tiến hành gia tôn, trong Sách văn gia tôn mới chính thức thêm chữ ["Thái"] vào (xem chi tiết). Ví dụ khái quát có Cung Thuận Hoàng quý phi, bà là "Như phi" thời Gia Khánh, sang thời Đạo Quang lại gia tôn "Hoàng khảo Như Quý phi" rồi "Hoàng khảo Như Hoàng quý phi", cho đến thời Hàm Phong liền thành 「Hoàng tổ Như Hoàng quý thái phi; 皇祖如皇貴太妃」.
Cũng vì truyền thống này của nhà Thanh, khái niệm 「Thái phi tức là phi tần của Tiên Hoàng đế」 mới được hình thành chặt chẽ.

### Mẹ ruột của Hoàng đế
Danh xưng "Hoàng thái phi" này được tạo ra nhằm khi Hoàng đế muốn tôn mẹ đẻ của mình, nhưng người mẹ cả trong hoàng thất đã là Hoàng thái hậu, đồng thời triều đình khi ấy không muốn hoặc không chấp nhận việc đồng tôn. 
Khởi nguồn của danh vị này bắt đầu ở triều đại nhà Tấn, khi Tấn Ai Đế lên ngôi, mẹ ông là Chu Quý nhân nên 「"Mẫu dĩ Tử quý"」 mà có tôn xưng long trọng. Câu "Mẫu dĩ tử quý" chính là nói đến người mẹ nên vì con mà hưởng phú quý, tước xưng tôn hiệu chính là phạm trù phú quý của hoàng gia. Nhưng mà khi ấy Hoàng hậu triều trước là Chử Toán Tử đã độc vị Hoàng thái hậu trong hoàng tộc, nên không thể tôn xưng Chu thị làm Thái hậu. Thời Hán và Ngụy, sinh mẫu của Hoàng đế nếu không phải Hoàng hậu thì đều không gia tôn huy hiệu nào, chỉ gia tôn mẹ cả, như trường hợp mẹ ruột của Hán Chương Đế là Giả quý nhân vẫn không có gia tôn, mà Chương Đế chỉ tôn mẹ cả Minh Đức Mã Hoàng hậu làm Hoàng thái hậu. Bên cạnh đó, mẹ ruột của Hán Linh Đế là Đổng Thái hậu, do bản thân Linh Đế là con thừa tự của Hán Hoàn Đế, nên Đổng thị chỉ được giữ huy hiệu "Hiếu Nhân Hoàng hậu" đến hết đời. Quy định nghiêm ngặt về tước hiệu hoàng gia các triều đại trước nhà Tấn vào lúc ấy, hoàn toàn không có việc xử lý mẹ cả cùng mẹ ruột đồng vị thỏa đáng, thế nên Tấn Ai Đế vì muốn tôn vinh mẹ ruột đành phải cho vời triều thần vào nghị sự về huy hiệu cho mẹ mình. 
Các triều đại về sau, đa phần vẫn tuân theo việc tôn mẹ cả làm Hoàng thái hậu, còn mẹ đẻ nếu còn sống là Hoàng thái phi. Triều đại nhà Tống theo chặt chẽ quy tắc này, nhưng từ khi nhà Minh có thể đồng tôn "Lưỡng cung Hoàng thái hậu", thì tước hiệu Hoàng thái phi cũng dần biến mất, chỉ duy nhất trường hợp của Lưu Chiêu phi khi được Minh Hi Tông ưu ái tấn tôn Hoàng thái phi, còn giữ Ấn tỷ Hoàng thái hậu. Rất nhiều nhầm lẫn đánh đồng "Hoàng thái phi" cũng tương tự nhóm "Thái phi là phi tần của Tiên đế" theo quan niệm triều Thanh, nhưng cả hai khái niệm này hoàn toàn khác nhau, mà căn bản nhất chính là "Hoàng thái phi" là một tước hiệu rõ ràng, trong khi "Thái phi" lại thiêng về danh phận phi tần góa phụ nói chung.

## Các quốc gia đồng văn
Tại các quốc gia theo hình thức Trung Hoa như Việt Nam, Nhật Bản cùng Hàn Quốc, chế độ "Đa thê" hoặc "Đa thiếp" cũng được noi theo, do đó trong hậu cung của Hoàng đế cùng Quốc vương tại ba quốc gia này cũng có phi tần. Khi các vị Tiên Hoàng đế cùng Tiên vương qua đời thì các quốc gia đều có chính sách đối đãi, nhìn chung ngoại trừ Nhật Bản thì Việt Nam và Hàn Quốc tương tự triều Tống.
Tại Nhật Bản, huy hiệu dành cho hậu phi rất đơn giản, do bởi vì họ không ngại tên thật cho nên những chức danh và địa vị chỉ là để hoạch định thân phận. Mà trong hoàng thất Nhật Bản thời kỳ đầu, thân phận Hoàng phi đều rất cao, không kém cạnh Hoàng hậu, bởi vì họ đều là các Hoàng nữ hoặc con gái Tể thần. Sau khi Thiên hoàng qua đời, những gì họ để ý đến nhất là sinh hoạt phí sẽ ra sao, phần nhiều Hoàng phi xuất thân hoàng tộc, có vị hiệu Nội thân vương hoặc Nữ vương, nên họ đều có đất phong và điền trang riêng biệt. Mà Hoàng phi là con gái Tể thần có thể dễ dàng về nhà, sống cuộc sống góa phụ khép kín hoặc đến những đất phong đã được Thiên hoàng ban sẵn làm sinh hoạt phí, như trường hợp phu nhân Soga no Ōnu-no-iratsume (大蕤娘; Đại Nhuy Nương) của Thiên hoàng Tenmu, người được ban thực ấp một trăm hộ. Chế độ góa phụ của Nhật Bản còn có một thứ đặc thù là 「Nữ viện; 女院」, khi đó góa phụ quý tộc đều sẽ xuất gia, đây là bởi vì chế độ gia sản chùa chiền của Nhật Bản vẫn rất hưng thịnh và ổn định, cho nên thường là "lối thoát" cho quý phụ Nhật Bản sau khi chồng mình qua đời. Khi có huy hiệu Nữ viện, hò đều sẽ lấy tên xuất gia như 「"xx môn viện"」 hoặc 「"xx viện"」, khi có được huy hiệu Nữ viện thì góa phụ đó sẽ hoàn toàn có chu phí vĩnh viễn. Góa phụ của các Shogun thời Edo cũng theo phương thức này.
Khác với Nhật Bản, Việt Nam và Hàn Quốc đều chủ trương giống triều đình Trung Hoa, tức đều "giam giữ" các phi tần góa phụ của Tiên Hoàng đế cùng Tiên vương vào những địa điểm đặc thù, những chu cấp sinh hoạt phí các phi tần góa phụ này cũng rất phụ thuộc vào quy hoạch của triều đình, đa phần dựa vào huy hiệu của họ. Có hai cách thức chính đối đãi phi tần góa phụ, đều là đưa lên thủ giữ Lăng viên hoặc phụng sự nhang khói trong Cung hoặc trong chùa chiền cố định nào đó, hai cách thức chính này tồn tại đến tận triều Nguyễn cùng Triều Tiên. Bên cạnh đó, các triều đại Việt-Hàn nhìn chung đều làm phương thức của triều Tống đối với huy hiệu của các phi tần này, tức là giữ nguyên hoặc gia tôn thêm huy hiệu, mà các huy hiệu này là có sẵn trong hệ thống hậu cung chứ không có khái niệm gọi chung "Thái phi" như triều Thanh. Ví dụ điển hình trong lịch sử Việt Nam chính là Ngô Thị Ngọc Dao, bà là Tiệp dư của Lê Thái Tông, sau khi Thái Tông qua đời thì bà lên thủ giữ Lăng viên và được gia phong làm Sung viên - bậc thuộc "Tam sung" hàng Cửu tần, ở trên tước Tiệp dư trong hệ thống hậu cung triều Lê. Chỉ có người phi tần mẹ ruột của Hoàng đế mới có đối đãi khác biệt, như tôn thẳng lên làm Hoàng thái hậu nếu không có Đích mẫu, hoặc làm Hoàng thái phi nếu đã có Đích mẫu, riêng Triều Tiên vương chỉ có thể tôn các mẹ ruột phi tần của mình làm 「"Cung"」 bởi vì Vương đại phi là tôn hiệu chỉ dành riêng cho Vương phi.

## Bên ngoài Đông Á
Tại thế giới Cơ Đốc giáo tuân thủ một vợ một chồng mà không có thị thiếp, những người vợ góa phụ của Hoàng đế cùng Quốc vương đều có thành tố 「"Dowager"」 trước vị hiệu của mình và dời đến sống ở nơi khác, một số trường hợp đặc thù thì lại tái hôn. Khái niệm "Dowager" sát nghĩa với chữ "Di" hơn, nhưng khi dịch thuật thì hoàn toàn có thể thành "Thái", trong đó có các 「Princess consort」 là vợ của các Prince hoặc King, sau khi thành góa phụ sẽ là 「Princess dowager」 hoặc 「Dowager princess」, hoàn toàn có thể dịch thành "Vương thái phi" trong Hán ngữ.
Vùng Trung Đông theo Hồi giáo, có thể chấp nhận thị thiếp, thậm chí là đa thê, tức là có nhiều hơn một người vợ hợp pháp. Các Hoàng đế của Đế quốc Ottoman có trong mình hậu cung đầy thứ bậc, ngoài 「Haseki sultan」 dành cho thê tử cao nhất, thì còn có 「Hanımefendi」 tương đương với "Phi", ở dưới còn có 「Kadın」, 「Ikbal」 và 「Gözde」 đều xuất thân tỳ thiếp. Sau khi Hoàng đế qua đời, các hậu phi ngoại trừ mẹ ruột hoặc mẹ nuôi của Hoàng đế kế nhiệm nghiễm nhiên thành 「Valide sultan」 tương đương Thái hậu, hoặc có con trai và đi theo đến đất phong quản hạt cư trú, thì các phi tần khác đều dọn đến một cung thất khác được gọi là 「Eski Saray」. Có một số trường hợp cá biệt là không có con (bao gồm con đã chết hoặc chỉ có con gái) thì liền có thể tái giá.

## Nhân vật đáng chú ý

### Lịch sử Trung Quốc
- Chu quý nhân - mẹ ruột Tấn Ai Đế, là vị Hoàng thái phi đầu tiên trong lịch sử;
- Dương Thục phi - dưỡng mẫu của Tống Nhân Tông, được tôn Thái phi, sau Lưu thái hậu băng thì tấn tôn Hoàng thái hậu dù không phải Đế mẫu hay Hoàng hậu tiền triều;
- Thọ Khang Thái phi Bát Nhĩ Tế Cát Đặc thị - phi tần của Nỗ Nhĩ Cáp Xích, là vị phi tần đầu tiên của nhà Thanh được tôn làm Thái phi;
- Khang Từ Hoàng quý thái phi Bát Nhĩ Tề Cát Đặc thị - dưỡng mẫu của Hàm Phong đế, được tôn Hoàng quý thái phi, 8 ngày trước khi mất thì tấn tôn Hoàng thái hậu dù không phải Đế mẫu hay Hoàng hậu tiền triều. Không như các Thái phi khác, bà sớm nhận đãi ngộ của Thái hậu dù chưa chính thức sách phong, được Hàm Phong đế vô cùng kính cẩn;
- Đoan Khang Thái phi Tha Tha Lạp thị - phi tần của Quang Tự đế, chịu trách nhiệm dưỡng dục Phổ Nghi.

### Lịch sử Việt Nam
- Ỷ Lan - phi tần của Lý Thánh Tông, mẹ của Lý Nhân Tông. Trước khi trở thành Hoàng thái hậu, từng được tôn là Hoàng thái phi;
- Huy Tư Hoàng phi Trần thị - con gái Trần Bình Trọng, mẹ ruột của Trần Minh Tông, sau tôn Hoàng thái phi, khi qua đời truy tôn Chiêu Từ Hoàng thái hậu;
- Trương Thị Thận - mẹ ruột của Vua Hiệp Hòa, từng được tôn làm Hoàng thái phi trước khi Vua Hiệp Hòa bị phế trừ;
- Nguyễn Văn Thị Hương - phi tần của Vua Tự Đức, được tôn làm Hoàng thái phi thời Kiến Phúc, sau Vua Đồng Khánh cho tước bỏ;
- Dương Thị Thục - mẹ ruột của Vua Khải Định, từng là Hoàng thái phi trước khi được cải tôn làm Khôn Nghi Hoàng thái hậu.